# Cronus Airlines
Cronus Airlines était une compagnie aérienne grecque (Code IATA : X5, Code OACI : CUS). Basée à Athènes, elle exploitait une flotte composée de 6 Boeing 737.

## Histoire
Cronus Airlines a été fondée en 1994 et a assuré son premier vol en 1995 avec un Boeing 737-300 loué. Elle a fusionné en 2001 avec Aegean Airlines pour former Aegean Cronus Airlines.

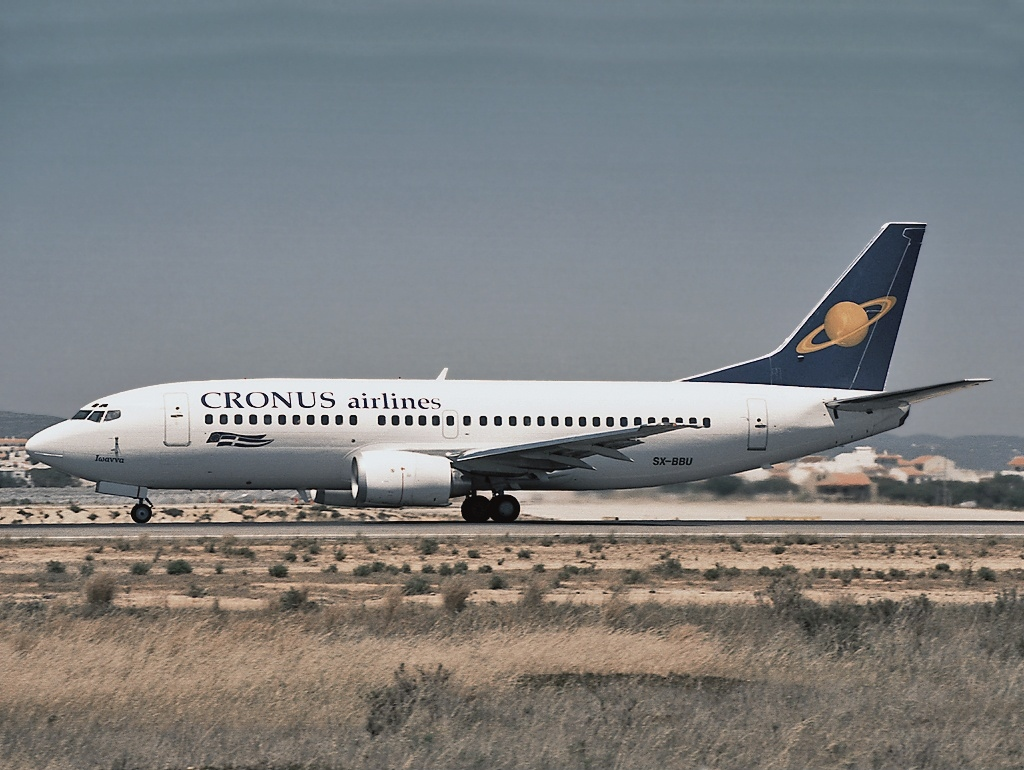
Boeing 737-300 de Cronus Airlines en 1995

Initialement, elle n’effectuait que des vols intérieurs et charters. En février 2001, elle a lancé son programme de fidélité « Cronus Club » et elle comptait environ 400 employés. Un mois plus tard, elle a signé un accord de partage de code avec Aegean Airlines avant de fusionner avec cette dernière le 28 octobre 2001.
Les six appareils ont été peints dans les couleurs d’Aegean Airlines sous le nom de « AegeanCronus Airlines ». Ensemble, les deux compagnies ont été capables de transporter 300’000 passagers par mois avec une flotte composée de 15 avions et un réseau de 18 destinations.

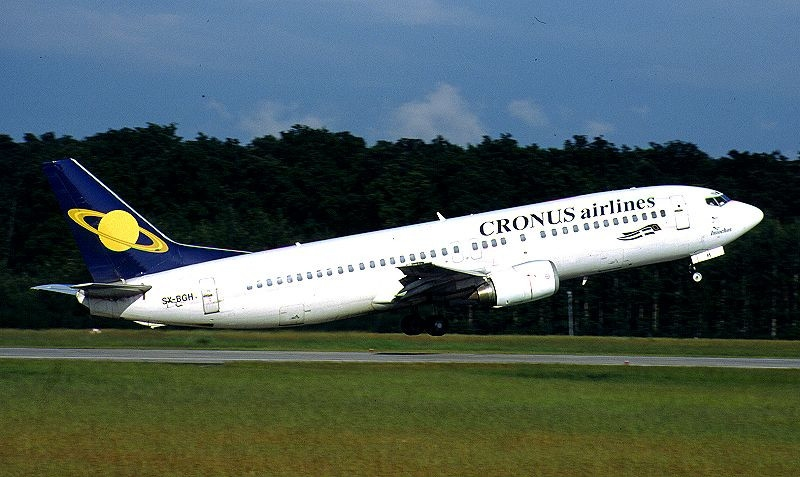
Boeing 737-400 de Cronus Airlines

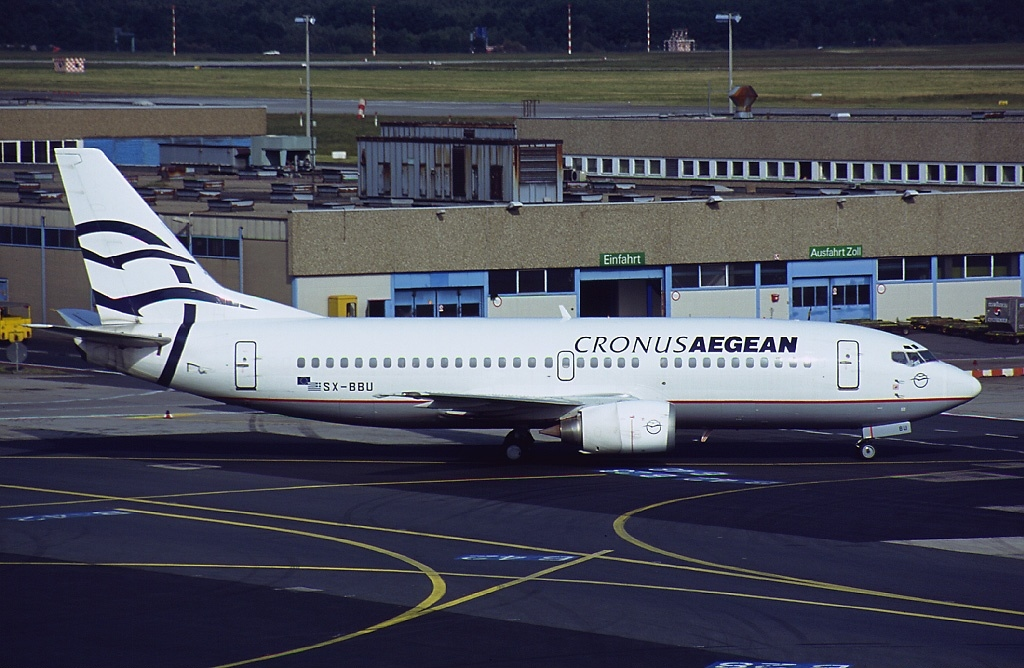
Un Boeing 737-300 en livrée AegeanCronus Airlines en juin 2002, après la fusion.